# Обнинск (газета)
«О́бнинск» (до 1992 года — «Вперёд») — старейшая газета Обнинска, выходящая с 1957 года. До 1990 года — единственная городская газета. В настоящее время — единственная подписная газета Обнинска.

## Общие сведения
Газета «Обнинск» выходит три раза в неделю. «Обнинск» — единственная подписная газета в Обнинске. Учредители газеты — сотрудники редакции. Сама редакция определяет свои принципы следующим образом: «здоровая консервативность, отсутствие погони за дешёвыми сенсациями, уважение к мнению читателя, достоверность информации и аргументированность собственной точки зрения».
«Обнинск» финансируется, в том числе, за счёт бюджетных средств — уступая в этом другим обнинским газетам. Так, в 2011 году на его поддержку было выделено 306 тысяч рублей. Больше него получили «Обнинский вестник» (1797 тысяч), «НГ-регион» (399 тысяч), «Неделя Обнинска» (399 тысяч), «Вы и мы» (399 тысяч), «Новая среда» (396 тысяч). Всего на поддержку городских газет (по муниципальным контрактам за оказанные услуги по опубликованию официальной информации органов городского самоуправления, по подготовке и опубликованию цикла статей по различным сферам жизнедеятельности города) в 2011 году было потрачено 3953 тысячи рублей.

## История
Газета «Вперёд» была основана как первая и единственная газета города Обнинска 19 октября 1957 года.
Журналист Владимир Бойко, читавший газету «Вперёд» в 1960-е годы школьником и работавший в ней в 1970—1980-е годы, в 2010 году писал:
…У газеты «Вперёд», нынешнего «Обнинска», на самом деле довольно яркая история. В 60-е газету делали настоящие профессиональные писатели. Лохвицкий, Кашафутдинов, Лысцов… Жаль, мало кто сейчас в Обнинске помнит эти имена. Им, конечно, приходилось гнать и всякую партийную хрень, тогда без этого было нельзя, но в целом литературный уровень газеты был необыкновенно высоким — нам, нынешним, до них далеко…
В 1990 году информационная монополия газеты «Вперёд» (электронных СМИ и своих телевизионных каналов и радиостанций в Обнинске в это время ещё не существовало) была разрушена выходом второй городской газеты — «Час пик».
В 1992 году название газеты по настоянию руководства тогдашнего единственного учредителя издания — городского Совета народных депутатов — было изменено на «Обнинск».

## Сайт газеты
Существующий сайт газеты выполнен на движке LiveTree. В качестве доменного имени была принята романская транслитерация прежнего названия газеты — Vperyod.ru. Дизайн сайта сделан в намеренно простом чёрно-белом стиле, имитирующем примитивный дизайн самой газеты.

## Главные редакторы
- 1957—1965 — ?
- 1965—1968 — Михаил Юрьевич Лохвицкий (1922—1989)[5]
- 1968—? — Николай Андреевич Брыляков[5]
- ?—? — Аркадий Сергеевич Дорошенков[5]
- ?—1979 — Виктор Денисович Панов[5]
- 1979—? — Н. Золотарёв[5]
- ?—? — Нонна Семёновна Черных[5]
- 1984—1986 — Сергей Борисович Алексеев[5]
- ?—? — Раиса Степановна Векличева[5]
- 1990—1993 — А. Шибанов[5]
- ?—? — А. Бочаров[5]
- ? — по н. в. — Галина Петровна Сосновская (Попова)[5]

## Известные журналисты, работавшие в газете
- Владимир Бойко (р. 1956)
- Евгений Еремеев (?—2013) — работал в газете «Вперёд» с 1960-х годов. В начале 1990-х годов участвовал в выборах главного редактора газеты, проиграл их, ушёл из газеты и стал первым главным редактором новой обнинской газеты «Вы и мы»[6].
- Илья Кашафутдинов (1936—2006)
- Иван Лысцов (1934—1994) — работал в газете «Вперёд» около трёх лет в 1960-е годы.
- Эдуард Самойлов (1950—2010)
- Нонна Черных
- Вера Чижевская (р. 1946)